# Berimbau

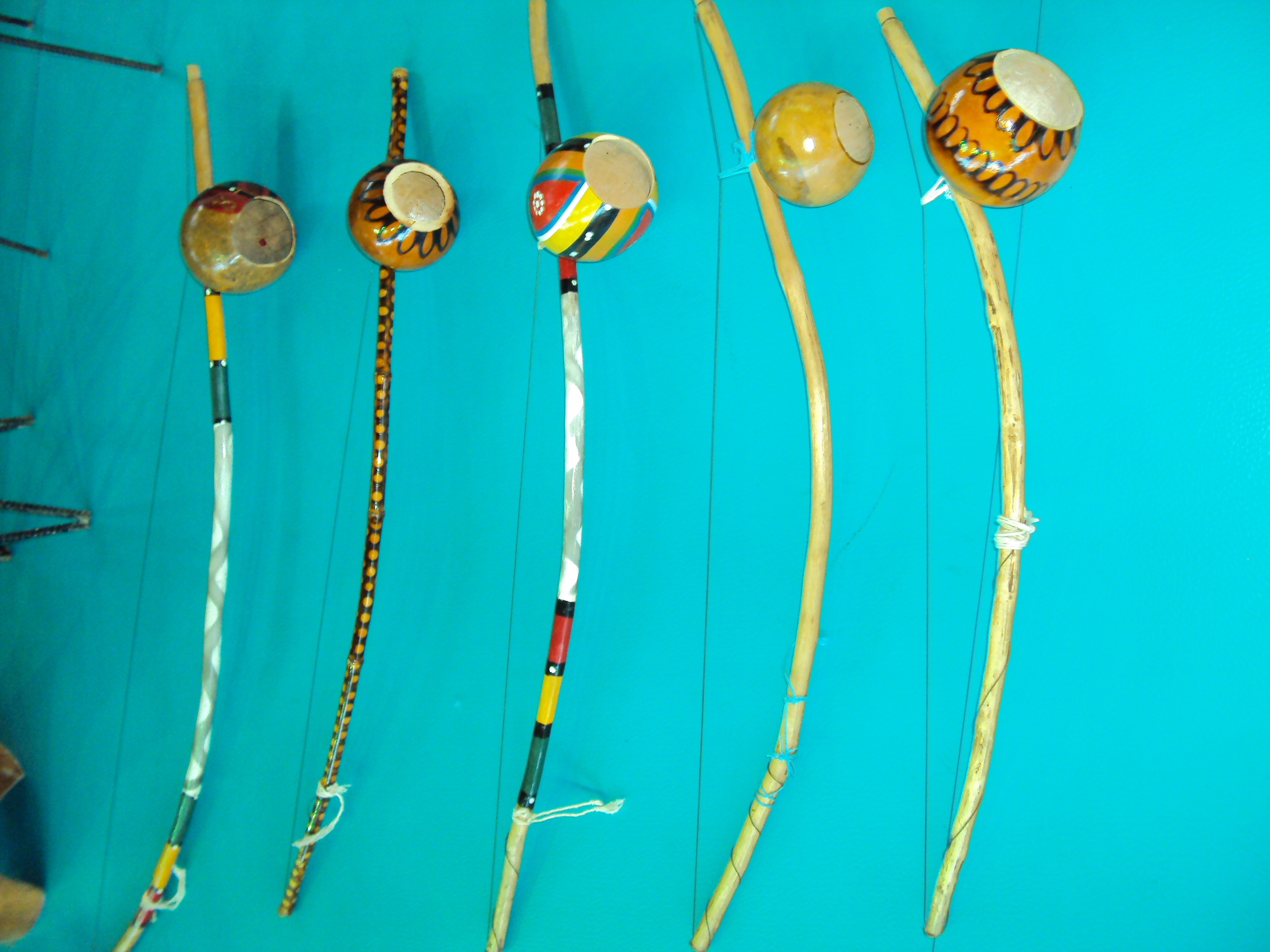
Berimbau bývají často pestře zdobené

Berimbau je strunný nástroj používaný v brazilské hudbě. Vyvinul se z afrického hudebního luku, který přivezli do Brazílie bantuští otroci. Slouží při obřadech kandomble a jako rytmický doprovod k sestavám bojového umění capoeira. K hráčům na berimbau patří Max Cavalera, Naná Vasconcelos nebo Paulinho da Costa.
Nástroj dosahuje délky jednoho až půldruhého metru. Skládá se z ohnuté dřevěné tyče (tzv. verga, nejčastěji se používá dřevo láhevníkovitého stromu Rollinia deliciosa), jediné napnuté ocelové struny (arame) a vydlabaného plodu kujety díne (cabaça) sloužícího jako rezonátor. K hraní je potřeba krátká tyčka (baqueta nebo vaqueta), kterou se brnká na strunu, a plochý kamínek (dobrão) přikládaný jako pražec. Hráči na berimbau zpravidla používají také caxixi, proutěný košík naplněný sušenými semeny, doprovázející drnčení struny svým chřestivým zvukem. Existují tři základní typy berimbau, jejichž velikost určuje ladění: gunga, medio a viola.